# Kim Da-hyun (actor)
Kim Se-hyun (hangul: 김세현, hanja: 金世賢, RR: Gim Se-hyeon) también conocido como Kim Da-hyun (hangul: 김다현, hanja: 金多炫, RR: Gim Da-hyeon), es un actor de musicales, actor y cantante surcoreano.

## Biografía
Estudió teatro y cine en la Universidad de Dankook (inglés: Dankook University).
Está casado con Kim Mi-kyung, la pareja tiene dos hijos y una hija.

## Carrera
Es miembro de la agencia "WANTSMAKER entertainment" (원츠메이커 엔터테인먼트). Previamente formó parte de la agencia "Imagine Asia" (이매진아시아).
Formó parte de la banda de rock "Yada" (야다) de 1999 al 2003.
En febrero del 2012 se unió al elenco de la serie 12 Signs of Love donde interpretó a Jo Hyun-woo, un profesor universitario de física con una cara escultural, personalidad extrovertida y voz suave, a quien Na Mi-roo (Yoon Jin-seo) identifica con el signo zodiacal "Acuario".
En el 2013 se unió al elenco recurrente de la serie I Summon You, Gold! (también conocida como "Pots of Gold") donde dio vida a Jin Sang-chul, el exnovio de Jung Mong-hee (Han Ji-hye) y de Min Sung-eun (Lee Soo-kyung), quien dirige una florería.
En abril del 2005 se unió al elenco principal de la serie Hello My Teacher donde interpretó a Ji Hyun-woo, un maestro de arte.
En octubre del 2007 se unió al elenco recurrente de la serie Lobbyist donde dio vida a Andy, el hijo de Madam Chae (Kim Mi-sook).
En julio del 2011 se unió al elenco recurrente de la serie Warrior Baek Dong-soo donde interpretó a Kim Hong-do, el pintor y aliado de Baek Dong-soo (Ji Chang-wook).
El 3 de abril del 2014 realizó su primera aparición especial en la serie Cunning Single Lady donde dio vida a Kim Chang-soo, el CEO del Hotel Shilla.
En septiembre del 2017 se unió al elenco principal de la serie The Secret of My Love (también conocida como "My Man's Secret") donde interpretó a Kang In-wook, el meticuloso hermanastro de Kang Jae-wook (Song Chang-eui), hasta el final de la serie el 9 de febrero del 2018.
En marzo del 2020 se unió al elenco de la serie Rugal donde dio vida a Sul Min-joon, el jefe medio de la organización terrorista "Argos y el único miembro de la pandilla que está del lado bueno del criminal Hwang Deuk-goo (Park Sung-woong), hasta el final de la serie en mayo del mismo año.

## Filmografía

### Series de televisión
| Año         | Título                                     | Personaje     | Notas                                 |
| ----------- | ------------------------------------------ | ------------- | ------------------------------------- |
| 2021        | Love Scene Number                          | George        |                                       |
| 2020        | Rugal                                      | Sul Min-joon  | 16 episodios                          |
| 2017 - 2018 | The Secret of My Love                      | Kang In-wook  | 100 episodios                         |
| 2015        | 유명산 진달래                              | -             |                                       |
| 2014        | After School Luck or Not 2                 | Kim Da-hyun   | (cameo)                               |
| 2014        | Drama Festival 2014: Guitars and Hot Pants | Tae-joo       | 1 episodio                            |
| 2014        | Cunning Single Lady                        | Kim Chang-soo | 2 episodios                           |
| 2014        | Two Mothers (뻐꾸기 둥지)                  | -             | (también conocida como "Cuckoo Nest") |
| 2013        | Drama Special Season 4: Jin Jin            | Moon Tae-seok | 1 episodio                            |
| 2013        | I Summon You, Gold! (Pots of Gold)         | Jin Sang-chul |                                       |
| 2012        | The Great Seer                             | Sung-bok      |                                       |
| 2012        | 12 Signs of Love                           | Jo Hyun-woo   |                                       |
| 2011        | Warrior Baek Dong-soo                      | Kim Hong-do   |                                       |
| 2007        | Lobbyist                                   | Andy          |                                       |
| 2007        | The King and I                             | Choi Ja-chi   |                                       |
| 2005        | Hello My Teacher                           | Ji Hyun-woo   | 16 episodios                          |

### Películas
| Año  | Título          | Personaje | Notas                                                                          |
| ---- | --------------- | --------- | ------------------------------------------------------------------------------ |
| 2018 | 튤립모양        | -         |                                                                                |
| 2017 | 무녀도          | -         |                                                                                |
| 2010 | Bloody Innocent | Seung-ho  | junto a Shin Sung-rok, Hwang In-young, Lee Do-hyung, Lee David y Jang Dae-yoon |

### Programas de variedades
| Año  | Programa               | Notas                                     |
| ---- | ---------------------- | ----------------------------------------- |
| 2019 | The Return of Superman |                                           |
| 2013 | Immortal Songs 2       | 4 episodios - (ep. #85, 91-93) - invitado |

### Musicales
| Año                   | Título                         | Personaje     | Notas                                                                               |
| --------------------- | ------------------------------ | ------------- | ----------------------------------------------------------------------------------- |
| 2014                  | Woyzeck                        | Franz Woyzeck | junto a Kim Su-yong, Kim So-hyang y Kim Beop-rae                                    |
| 2014                  | Priscilla, Queen of the Desert | Bernadette    | junto a Michael Lee, Lee Ji-hoon, Jo Seong-ah, Ko Young-bin, Jo Kwon y Kim Ho-young |
| 2013, 2014            | Guys and Dolls                 | Sky Masterson |                                                                                     |
| 2013, 2014            | Moon Embracing the Sun         | Lee Hwon      | junto a Jeon Mi-do y Seohyun                                                        |
| 2013                  | That Man's Story               | -             |                                                                                     |
| 2013                  | Jack the Ripper                | Daniel        |                                                                                     |
| 2013                  | Arsène Lupin                   | Arsène Lupin  | junto a Yang Joon-mo, Bae Dae-hye y Moon Jin-ah                                     |
| 2012, 2014            | La Cage Aux Folles             | Albin         |                                                                                     |
| 2012, 2014            | M. Butterfly                   | Song Liling   |                                                                                     |
| 2012                  | Rock of Ages                   | Drew Boley    |                                                                                     |
| 2012                  | The Sorrows of Young Werther   | Werther       | junto a Kim Jae-beom, Seong Doo-seob y Jun Dong-seok                                |
| 2012                  | Song of Two Flowers            | Won-hyo       |                                                                                     |
| 2012                  | Seopyeonje                     | Dong-ho       |                                                                                     |
| 2011, 2012            | Alone in Love                  | Ryuichiro     |                                                                                     |
| 2010                  | Voyage of Life                 | Davis         | junto a Moon Jong-won, Lee Joon-gi, Yoon Gong-joo y Son Hyun-jung                   |
| 2009                  | Don Juan                       | Don Juan      | junto a Ju Ji-hoon y Kang Tae-eul                                                   |
| 2008                  | Radio Star                     | Choi Gon      | junto a Jung Sung-hwa                                                               |
| 2006, 2008, 2013-2014 | Han Jeong-rim's Music Diary    | -             |                                                                                     |
| 2006                  | Fall in Love                   | Jae-young     |                                                                                     |
| 2006                  | The Producers                  | Leo Bloom     |                                                                                     |
| 2005-2008, 2014       | Hedwig and the Angry Inch      | Hedwig        | junto a Jo Seung-woo, Oh Man-seok y Song Yong-jin                                   |
| 2005                  | Love Diary                     | -             |                                                                                     |
| 2004                  | Sonagi (Rain Shower)           | Joon-beom     |                                                                                     |
| 2004                  | Singin' in the Rain            | -             |                                                                                     |
| 2003                  | Fame                           | -             |                                                                                     |
| 2003                  | The Sorrows of Young Werther   | -             |                                                                                     |

### Teatro
| Año  | Título        | Personaje | Notas                                             |
| ---- | ------------- | --------- | ------------------------------------------------- |
| 2014 | 보이첵        | 보이첵    | junto a Kim So-hyang, Kim Pub-lae y Jung Eui-wook |
| 2012 | M.Butterfly   | -         |                                                   |
| 2011 | Alone in Love | -         |                                                   |

## Discografía

### Single
| Año  | Canción                                  | Álbum                                               | Notas                  |
| ---- | ---------------------------------------- | --------------------------------------------------- | ---------------------- |
| 2014 | So The Stars Can Hear (저 별까지 들리게) | OST de "Drama Festival 2014: Guitars and Hot Pants" | junto a Han Seung-yeon |

### Yada
| Año                     | Evento                                                   | Canción | Notas             |
| ----------------------- | -------------------------------------------------------- | --- | ----------------- |
| 27 de marzo de 2013     | Título: Aquamarine Artista: Yada Label: Universal Music  | 1. 꿈이 아닐까 2. 슬픈 다짐 3. Only You 4. 아니야 5. Kastropolise 6. 약속 7. 내가 원한 사랑 8. 미안해 9. Believe 10. Crazy Boy 11. 너에게 하고픈 말 12. 망각                        |                   |
| 21 de diciembre de 2000 | Título: Restructure Artista: Yada Label: Universal Music | 1. 인연 2. 진혼 3. 사랑이 슬픔에게 4. 기대 5. Bel Canto 6. In Your Dream 7. Hyacinth 8. 체념 9. Love Again 10. 사랑歌 11. Chaos 12. 진혼                                            | (versión editada) |
| marzo de 1999           | Título: Wear To Healing Yada Artista: Yada Label: Cream  | 1. Solo의 자부심 2. T.T 3. 미 슬픈 사랑 4. Zero 5. 참아야 하느니라 욱하는 성질때문에 6. 일탈 7. 同床異夢 (동상이몽) 8. 바램 9. 사랑이라는 것 또한 10. We Say Yes 11. 이미 슬픈 사랑 | (MR)              |

## Premios y nominaciones
| Año  | Categoría      | Premio                   | Trabajo      | Resultado |
| ---- | -------------- | ------------------------ | ------------ | --------- |
| 2006 | Best New Actor | 12th Korea Musical Award | Fall in Love | Ganó      |